# Município de Marion (condado de Lawrence, Arkansas)
O município de Marion (em inglês: Marion Township) é um município localizado no condado de Lawrence no estado estadounidense de Arkansas. No ano de 2010 tinha uma população de 328 habitantes e uma densidade populacional de 2,55 pessoas por km².

## Geografia
O município de Marion encontra-se localizado nas coordenadas 35° 55′ 20″ N, 91° 06′ 29″ O. Segundo a Departamento do Censo dos Estados Unidos, o município tem uma superfície total de 128.83 km², da qual 128,06 km² correspondem a terra firme e (0,6 %) 0,78 km² é água.

## Demografia
Segundo o censo de 2010, tinha 328 pessoas residindo no município de Marion. A densidade populacional era de 2,55 hab./km². Dos 328 habitantes, o município de Marion estava composto pelo 97,56 % brancos, o 0,91 % eram afroamericanos, o 1,52 % eram amerindios. Do total da população o 0,61 % eram hispanos ou latinos de qualquer raça.